# 沈阳公交149路
沈阳公交149路是沈阳公交的一条线路，由铁西区陶林居到浑南区三菱发动机厂北门，全长15.4公里。

## 历史
- 2007年1月1日，路线开通，使用亚星JS6101G2H型后置柴油公交车，共20辆，由沈阳康福德高安运巴士有限公司负责运营。其中平峰班次为10-15分/班，高峰班次为6-7分/班。在路线开通当日，更可免费乘车[1]。
- 2007年2月，将金家湾站向北移动200米，同时在金家湾站与三菱发动机厂北门站之间增设前榆树台站[2]。
- 2008年8月，钢窗厂站更名为砂川街南站，大理石厂站更名为南九马路西站[3]。
- 2008年11月9日，将下夹河站向北移动，其中至三菱发动机厂北门方向移动200米，至陶林居方向移动150米[4]。
- 2009年4月，长白街站更名为中海国际社区站[5]。
- 2009年8月21日，南八马路站更名为东北汽配商贸中心站[6]。
- 2012年5月27日，因胜利南街施工，149路走向由太原南街-南八马路-胜利南街临时调整为太原南街-砂山街-胜利南街[7]。
- 2012年6月，胜利南街施工结束，149路恢复原来走向[8]。
- 2013年6月，路线所属公司由沈阳康福德高安运巴士有限公司改为沈阳安运巴士有限公司。
- 2014年3月30日，更换为曾用于沈阳公交147路的黄海DD6113S03型后置柴油公交车，共21辆。原有的20辆亚星JS6101G2H型后置柴油公交车全部报废停用[9]。
- 2016年9月15日，因其中4辆公交车尾气排放超标，导致停用。为确保149路正常运营，临时抽调了用于沈阳公交134路的2辆金龙XMQ6119AGN5型后置燃气公交车以及用于沈阳公交147路的2辆黄海DD6118B25N型后置燃气公交车，此时149路配车19辆[10]。
- 2016年12月31日，更换为曾用于沈阳公交117路的黄海DD6129S33型后置柴油公交车，共19辆[11]。原有的19辆黄海DD6113S03型后置柴油公交车全部报废停用。同时将拥有的2辆金龙XMQ6119AGN5型后置燃气公交车归还至沈阳公交134路、2辆黄海DD6118B25N型后置燃气公交车归还至沈阳公交147路。

## 车站一览
| 序号 | 車站名稱           | 三菱发动机厂北门方向 位置（下行） | 陶林居方向 位置（上行）    | 换乘轨道交通 |
| ---- | ------------------ | --------------------------------- | -------------------------- | ------------ |
| 1    | 陶林居             | 兴顺街/小北四中路                 | 兴顺街/小北四中路          |              |
| 2    | 建设大路兴顺街     | 建设中路/景星北街/景星南街        | 建设中路/景星北街/景星南街 |              |
| 3    | 铁西广场           | 建设东路/应昌街                   | 建设中路/贵和街            | 铁西广场站   |
| 4    | 建设大路云峰街     |                                   | 建设东路/国工二街          |              |
| 5    | 建设大路云峰街东   | 建设东路/云峰北街/云峰南街        |                            |              |
| 6    | 建设大路兴工街     | 建设东路                          | 建设东路/爱工北街/爱工南街 |              |
| 7    | 南五马路胜利大街   | 南五马路/昆明南街                 | 南五马路/民族南街          |              |
| 8    | 南五马路民族街     |                                   | 南五马路/西安街            |              |
| 9    | 太原街南五马路     | 太原南街/宜昌路                   |                            |              |
| 10   | 太原街南八马路     | 太原南街/南七马路                 | 太原南街/南八马路          |              |
| 11   | 东北汽配商贸中心   |                                   | 南八马路/民族南街          |              |
| 12   | 胜利大街南九马路   |                                   | 胜利南街/南九马路          |              |
| 13   | 太原路南十马路     | 太原南街/南九马路                 |                            |              |
| 14   | 胜利大街南十一马路 | 胜利南街/南十一马路               | 胜利南街/南十一马路        |              |
| 15   | 胜利大街砂川街     | 胜利南街/胜民二巷                 | 胜利南街/胜民一巷          |              |
| 16   | 胜利大街砂南路     | 胜利南街/砂南路/砂川街            | 胜利南街/砂南路/砂川街     |              |
| 17   | 胜利大街玉屏路     | 胜利南街/玉屏路                   | 胜利南街/玉屏路            |              |
| 18   | 胜利桥北           | 胜利南街                          | 胜利南街                   |              |
| 19   | 万科城             | 长白北路/长白二街                 | 长白北路/长白二街          |              |
| 20   | 格林生活坊         | 长白北路/长白三街                 | 长白北路/长白三街          |              |
| 21   | 远洋天地           |                                   | 长白北路/和康街            |              |
| 22   | 长白港湾站         | 南京南街                          | 南京南街                   |              |
| 23   | 下夹河             | 南京南街/长白中路                 |                            |              |
| 24   | 中海国际社区       | 南京南街/夹河路                   | 南京南街                   |              |
| 25   | 沙岗子             | 南京南街                          | 南京南街                   |              |
| 26   | 上夹河             | 南京南街                          | 南京南街                   |              |
| 27   | 金家湾             | 南京南街                          | 南京南街                   |              |
| 28   | 浑南汽车城东       | 南京南街                          | 南京南街                   |              |
| 29   | 三菱发动机厂北门   | 金仓路/仓储街                     | 金仓路/仓储街              |              |

## 其他
因149路公交车车内配置简单，在冬季车内因无座垫令乘客乘坐时感觉不适，在2012年11月5日，沈阳一学生自费为149路公交车添加600个座垫，缓解了乘客在冬季乘坐149路公交车的不适感。但随后，因车内座垫陆续丢失，引发乘客不满。